# Pinealom
Pinealom je vzácný nádor epifýzy. Ovlivňuje produkci melatoninu epifýzou a tím ovlivňuje cirkadiální rytmus a důsledkem může být i insomnie.

## Diagnostika a léčba
Klinicky se projevuje hydrocefalem nebo Parinaudovým syndromem, mohou být i endokrinní příznaky.